# White Bear Lake (Minnesota)
White Bear Lake – miasto w Stanach Zjednoczonych, w stanie Minnesota, w hrabstwie Ramsey.